# Chuquisaca
Chuquisaca är ett departement i Bolivia, med en area på 51 524 km² och 640 768 invånare (2009). Det gränsar till departementen Cochabamba, Tarija, Potosí och Santa Cruz. Huvudstad i departementet är Sucre som även är Bolivias konstitutionella huvudstad.

## Provinser
Departementet är indelat i tio provinser.
| Provins                  | Huvudstad                     |  |
| ------------------------ | ----------------------------- |  |
| Belisario Boeto          | Villa Serrano                 |  |
| Hernando Siles           | Monteagudo                    |  |
| Jaime Zudáñez            | Presto                        |  |
| Juana Azurduy de Padilla | Azurduy                       |  |
| Luis Calvo               | Villa Vaca Guzmán (Muyupampa) |  |
| Nor Cinti                | Camargo                       |  |
| Oropeza                  | Sucre                         |  |
| Sud Cinti                | Villa Abecia                  |  |
| Tomina                   | Padilla                       |  |
| Yamparáez                | Tarabuco                      |  |